# Zapelji me
Zapelji me je slovenski dramski film iz leta 2014. Napisal in režiral ga je Marko Šantić, ki se je naslonil na motive iz knjige Gosposka, mater si ozka (1996) Orlanda Uršiča. Zanj je to celovečerni prvenec.
Film je bil izbran za slovenski predlog za najboljši tujejezični film na 87. izboru oskarjev, vendar ni prišel v ožji izbor.

### Zgodba
Luka gre po posredovanju socialne delavke iz mladinskega doma za podnajemnika k neki starejši ženski in za čistilca v predelovalnico mesa. Tam se zaljubi v sodelavko Ajdo. Vidi sodelavce, kako kradejo meso. Ugotovi, da mu je mama lagala o tem, da je oče umrl v prometni nesreči, saj je ta še živ.

### Produkcija
Šantić se je med pripravo scenarija pogovarjal z mladimi iz mladinskih domov. Film je nastal v produkciji Igranega programa RTV SLO. Posnet je bil v 28 snemalnih dneh na različnih lokacijah v Ljubljani, Mariboru, Košakih in Podpeči.

## Sprejem pri kritikih in gledalcih

### Kritiki
Za Marcela Štefančiča jr. je lik Luke še en slovenskemu filmu lasten dolgočasnež in enoličnež, ki ni mesar, ampak zgolj čistilec, in na katerega je naložen kup nesreč, ki jih pasivno sprejema. Primerjal ga je z Maretom iz Inferna. Mamino skrivanje živega očeta, njeno ignoriranje sina in očetov odziv na sinov prihod so se mu zdeli neumni, prav tako Lukovo jadikovanje ob dejstvu, da hoče dekle z njim prehitro v posteljo.
Peter Kolšek je Zapelji me označil za tipičen TV film, ki najde svojo oporo v odnosu med fantom in dekletom, zaradi katerega mu lahko oprosti fabulativne improvizacije in preprosto metaforiko. Dovolj sprejemljiva podoba skrbniških inštitucij po njegovem ublaži negativnost družbe, ki je izražena v neobzirni stanodajalki, zaradi česar se film izogne ceneni tendecioznosti. Všeč mu je, da upanje, ki ga film zbuja, ni lažna poziviteta.
Denis Valič je imel rad scenarij, z vesno nagrajena Šantićeva režija pa ga ni prepričala, saj zaradi preveč prisiljenih mizanscenskih rešitev film ni stekel. Mi maral tudi šibke argumentacije razlogov, ki so usmerjali dejanja likov (mamin molk o živem očetu).

### Obisk v kinu
Najprej je bil v kinih izdan za en teden (25. september 2014), da je zadostil pravilom ameriške akademije, nato pa je šel čez nekaj tednov še v redno predvajanje. Videlo ga je 1094 gledalcev.

## Zasedba
- Janko Mandić kot Luka
- Nina Rakovec kot Ajda
- Nataša Barbara Gračner kot Lukova mati
- Peter Musevski kot nadzornik
- Dario Varga kot Milan
- Primož Pirnat kot Blaž
- Grega Zorc kot Stane
- Ljerka Belak kot Milena
- Igor Žužek kot stric Franci
- Igor Samobor kot Lukov oče
- Maja Gal Štromar kot Irma

## Ekipa
- fotografija: Marko Kočevar
- glasba: Davor Herceg
- scenografija: Marco Juratovec
- kostumografija: Jurij Moškon
- zvok: Samo Kozlevčar

## Nagrade

### 16. Festival slovenskega filma 2013
- vesna za režijo